# Parione, Rom
Parione är en stadsdel i Rom och tillika ett av Roms rioni. Namnet ”Parione” härleds från Parietone, som var den folkliga benämningen på en gigantisk antik mur som stod i denna stadsdel.

## Kyrkobyggnader
- Sant'Agnese in Agone
- Santa Barbara dei Librari
- San Lorenzo in Damaso
- Santa Maria in Vallicella med Oratorio dei Filippini
- Natività di Nostro Signore Gesù Cristo degli Agonizzanti
- San Nicola dei Lorenesi
- Nostra Signora del Sacro Cuore
- San Pantaleo
- Oratorio del Santissimo Sacramento e delle Cinque Piaghe
- San Tommaso in Parione

### Dekonsekrerade kyrkobyggnader
- Santa Maria in Grottapinta

### Rivna kyrkobyggnader
- Santa Caterina de Cryptis Agonis
- Santa Cecilia de Turre Campi
- Sant'Elisabetta dei Fornari
- San Salvatore ad Arcum
- Santo Stefano in Piscinula

## Piazzor i urval
- Campo dei Fiori
- Piazza Navona
- Piazza del Biscione
- Piazza della Cancelleria
- Piazza della Chiesa Nuova
- Piazza Pollarola

## Övriga sevärdheter i urval
- Monumentet över Giordano Bruno
- Palazzo Massimo alle Colonne
- Pasquino

## Bilder
| - Santa Maria in Vallicella. - Sant'Agnese in Agone. |